# Округ Џорџтаун (Јужна Каролина)
Округ Џорџтаун (енгл. Georgetown County) је округ у америчкој савезној држави Јужна Каролина. По попису из 2010. године број становника је 60.158.

## Демографија
Према попису становништва из 2010. у округу је живело 60.158 становника, што је 4.361 (7,8%) становника више него 2000. године.
| Група             | 2000.          | 2010.          |
| Белци             | 33.011 (59,2%) | 37.311 (62,0%) |
| Афроамериканци    | 21.541 (38,6%) | 20.214 (33,6%) |
| Азијати           | 130 (0,2%)     | 271 (0,5%)     |
| Хиспаноамериканци | 919 (1,6%)     | 1.867 (3,1%)   |
| Укупно            | 55.797         | 60.158         |